# HD 164604 b
HD 164604 b é um planeta extrassolar que orbita a estrela HD 164604, localizada na constelação de Sagittarius a aproximadamente 134 anos-luz (41 parsecs) da Terra. É um gigante gasoso com uma massa mínima de 2,7 ± 1,3 massas de Júpiter. Orbita a estrela a um raio orbital médio de 1,3 UA em cerca de 606 dias. Foi descoberto pelo Magellan Planet Search Program em 2010.